# Poppy Rush
Poppy Rush (* 10. Oktober 1991 in Lancashire) ist eine britische Schauspielerin.

## Leben und Karriere
Rush wurde am 10. Oktober 1991 in Lancashire geboren. Ihre Mutter Debbie Rush und ihr Bruder William Rush sind ebenfalls Schauspieler. Sie begann ihre Fernsehkarriere 2008 mit einem Auftritt in der Serie Grange Hill. Anschließend spielte sie 2009 in der Serie Jinx mit. Es folgten weitere Gastauftritte, unter anderem in Emmerdale und in Inside No. 9. 2011 belegte sie in der Miniserie Proper Messy eine der Hauptrollen. Außerdem übernahm sie 2016 in der Serie EastEnders die Rolle der Sophie Dodd und trat in insgesamt 11 Episoden auf.

## Filmografie
Serien
- 2008: Grange Hill
- 2009: Jinx
- 2010: Emmerdale
- 2011: Proper Messy
- 2013: Love Matters
- 2014: Mount Pleasant
- 2014: Inside No. 9
- 2016: EastEnders